# 가라하시 마유
가라하시 마유(일본어: 唐橋 万結, 1999년 8월 4일 ~ )는 일본의 여자 축구 선수이다.

## 구단 경력
2017년 나데시코 리그의 알비렉스 니가타에 입단하였다. 2020년 니가타 의료복지대학로 임대 이적했다. 2022년 WE리그의 AS 엘펜 사이타마로 이적했다.

## 국가대표팀 경력
그녀는 2016년 FIFA U-17 여자 월드컵에 참가할 일본 U-17 국가대표팀에 발탁되었으며, 2경기에 출전, 준우승.